# 龍芯
龙芯（中: 龙芯、英: Loongson、旧名英: Godson)は、中国科学院コンピューティング技術研究所の胡偉武およびその他によって設計された汎用中央処理装置であり、MIPSアーキテクチャとLoongISA®縮小命令セットアーキテクチャを使用してMIPS®命令セットを購入する。龙芯1系列は組み込みチップであり、多くの企業で使用されている。龙芯2系列の速度は最大1 GHzで、シンクライアントや産業用制御などのローエンドアプリケーションで使用される。龙芯3系列は、デスクトップ、サーバー、スーパーコンピューター、産業用制御などの分野で2010年に発売された。現在、中国科学院のコンピューティング技術研究所は、龙芯中央処理装置を搭載したスーパーコンピュータープログラムも開発している。

## 履歴

### Godson時代（2000-2010）
2000年、龙芯一号（Godson-1）開発を開始。
2001年5月、中国科学院コンピューティング技術研究所の知識革新プロジェクトの支援により、龙芯グループが正式に設立された。
2001年8月19日、龙芯一号の設計および検証システムは、Linuxオペレーティングシステムを正常に起動した。
2002年8月10日、中国初の汎用CPU龙芯一号（コードXIA50）が成功した。
2003年10月17日、中国で最初の64ビット汎用CPU龙芯2B（コードネームMZD110）が成功した。
2004年9月28日、龙芯2C（コードネームDXP100）は成功した。
2006年3月18日、周波数が1 GHzを超える中国初の汎用CPU龙芯2E（コードネームCZ70）がリリースされた。
2006年10月、中国とフランスは北京のロンソンプロセッサに関する中国科学アカデミーとSTMicroelectronicsの間で戦略的協力協定に署名し、胡錦涛国家主席とジャックシラクフランス大統領はこの協定の調印式に出席した。
2007年7月31日、龙芯2F（コードネームPLA80）が正常にリリースされた。龙芯2Fは龙芯の最初の製品チップである。
2009年9月28日、中国初のクアッドコアCPU龙芯3A（コードネームPRC60）の成功。

### 産業時代（2010-現在）
2010年4月、中国科学院と北京は共同で株式の投資と設立を主導し、龙芯テクノロジー株式会社を設立し、龙芯は正式に研究開発から工業化に移行した。
2012年10月、8コア32nm龙芯3B1500フィルムが成功。
2013年12月、龙芯テクノロジー株式会社は、北京市海淀区稲香湖路中関村環境保護科学技術実証公園龍芯工業園区に移転した。
2015年8月、龙芯の次世代高性能プロセッサアーキテクチャGS464Eがリリースされた。

## プロセッサ/命令セット

### 龙芯一号
龙芯1号系列と2009年に龙芯テクノロジー株式会社がリリースした龙芯一号は同じ製品ではないことに注意。
龙芯一号（英語名Godson-1）は2000年に開発された。2001年8月19日、龙芯一号ロジックデザインがFPGAプラットフォームで実行された。したがって、8月19日は龙芯の誕生日に指定された。龙芯一号の物理設計には3つのバージョンがあり、Aソリューションは龙芯がサードパーティから委託するように設計されており、Bプランは実験的なフロープラン、Cプランは量産プランである。2002年8月10日、龙芯一号（プログラム）がオペレーティングシステムを正常に点灯し、8月29日、龙芯一号（Cソリューション）がオペレーティングシステムを正常に起動した。龙芯一号は、メイン周波数266MHz、32ビットの単一放射、オンチップの400万個のトランジスタを備えた0.18ミクロンCMOSプロセスでストリーミングされる。MIPSIIIに似たRISC命令セットは、7ステージの動的パイプライン、32ビット整数ユニット、および64ビット浮動小数点ユニットを備えている。全体的なパフォーマンスは、Intel Pentium IIよりも低くなっている。コンピューター業界に従事していた胡偉武の指導者夏培粛の50周年を記念して、「龙芯一号」は「XIA50」と名付けられた。
2009年、中国石油大学の科学技術修士号とその研究チームは、龙芯2EへのWindows®CEの移植を実現し、龙芯の初期の組み込みエコシステムの開発を支援した。ただし、2EのCE BSPと龙芯一号のBSPは同じものではないことに注意する必要がある。

### 龙芯1号シリーズ
2010年4月、龙芯テクノロジー株式会社は正式に設立され、中国北京市海淀区稲香湖路中関村環境保護科学技術実証公園龍芯工業園区に定住した。会社の設立後、龙芯調査市場は、ローエンドの組み込み製品ラインである龙芯1号系列を再確立した。現在知られている製品は、龙芯 1A、1B、1C300 / 1C101（指紋生体認証アプリケーションチップ）、1D（超音波測定チップ）、1E04 / 1E0300 / 1E1000（1Eシリーズは龙芯航空宇宙向けの特別な照射防止プロセッサだ）1F04 / 1F300（1Fシリーズは龙芯スペース特別な照射防止ブリッジをサポートする1Eシリーズだ）、1G（オーディオ専用チップ）、1H（石油掘削高温チップ）、1J（抗照射シングルチップ）である。

#### 龙芯1A
龙芯 1Aは、2011年の市場調査に基づいて龙芯が開発した組み込み市場向けのプロセッサである。龙芯1Aプロセッサは、その設計の観点から、龙芯2Hを差し引いたものと見なすことができる。龙芯1Aチップのメイン周波数は266MHzで、32ビットのスーパースカラーGS232プロセッサコアを使用する。二重発行順不同実行はMIPS32命令セットと互換性がある。第1レベルの命令キャッシュは16KB、第1レベルのデータキャッシュは16KBである。130nm CMOSプロセスで製造され、448ピンの23mm * 23mm BGAパッケージで提供され、消費電力は1W未満である。龙芯1Aは2012年に製品を供給した。龙芯1Aは、龙芯の他のプロセッサーのブリッジとして使用できる。
龙芯1Aは以前の龙芯1とはまったく異なる製品であり、龙芯1Aプログラムとは何の関係もないことに注意。

#### 龙芯1B
龙芯1Bは、市場調査に基づいて組み込み市場向けに龙芯が開発したプロセッサである。龙芯1Bは、龙芯1Aの簡易版とみなすことができる。これは、組み込みプロセッサの開発におけるゴッドソンの継続的な減算の成果である。龙芯1Bは、龙芯1Aより先に2011年にリリースされた。200MHzでクロックされる龙芯1B、統合32ビットスーパースカラープロセッサコア（GS232）、デュアルイシューアウトオブオーダー実行構造は、MIPS32命令セット、5ステージパイプライン、8 KBの第1レベルの命令キャッシュ、および8 KBの第1レベルのデータキャッシュをサポートする。130nm CMOSプロセスで製造された17mm * 17mm BGAパッケージは256ピンで、消費電力は<0.5Wである。最大の機能の1つは、12個のUART（シリアル）インターフェイスがあることである 龙芯1Bは、システム全体の観点からコスト削減チップを検討した龙芯の歴史の中で初めてである。

#### 龙芯1C300
2013年に発売された龙芯1Cは、指紋生体認証アプリケーション向けである。龙芯1C300は300MHzでクロック駆動され、MIPS32命令セットと互換性のある32ビットスーパースカラープロセッサコア（GS232）のデュアル送信順不同実装を使用する;第1レベルの命令キャッシュは16KB、第1レベルのデータキャッシュは16KBである。20mm * 20mm QFP176パッケージと130W CMOSプロセスで製造され、消費電力は<0.5Wである。
胡偉武の指導者である夏培粛の90歳の誕生日を記念して、龙芯1CのコードネームはXPS90である。

#### 龙芯1C101
龙芯1C101は8MHzのクロックで動作し、32ビットプロセッサコア（GS132R）のシングル発行シーケンシャル実行を使用し、パッケージサイズ12mmx12mm、ピンカウント64、パッケージQFP64で130nmプロセスで製造される。消費電力16.5mW /16.5μW
龙芯1C101チップは、「超人智能锁」用に2018年に龙芯によって開発および提供されたチップである。

#### 龙芯1D
2014年に発売された龙芯1Dは、ユーザーのニーズに合わせてスマート水道メーター、ガスメーター、カロリーメーター用に龙芯がカスタマイズした特別な超音波計測チップである。龙芯1Dは8MHzでクロックされ、MIPS 32命令セットと互換性のある32ビットプロセッサコア（GS132）を実行するために単一の送信シーケンスを使用する。オンチップメモリは4KB + 1KBSRAMおよび64KBFlashである。これには、1つの超音波パルス発生器、1つのアナログコンパレータ、および1つの時間デジタル変換器が含まれている。パッケージサイズ12mm * 12mm QFP80、消費電力100uWの130nm EFlashプロセスで製造。

#### 龙芯1G
龙芯1Gは、「苏州上声音响」で使用される、顧客のニーズに合わせてカスタマイズされた特別なオーディオチップである。龙芯1Gチップには、GS232デュアル埋め込み龙芯プロセッサーコア、LCDコントローラー、2つの適応MAC、DDR2コントローラー、USB2.0インターフェース、SPIコントローラーを含む各インターフェース8KBの命令およびデータキャッシュと統合された主な機能がある。AC97コントローラー、I2Cコントローラー、RTCインターフェース、PWMコントローラー、GPIOポートなど

#### 龙芯1H
2015年、新しく開発された龙芯1Hチップは、石油掘削の分野でのLWDアプリケーション向けに設計され、設計目標は175°Cの超高温作業条件下での長期にわたる信頼できる動作である。龙芯1Hは8MHzでクロックを供給し、シングルショット実行、GS132プロセッサコア、MIPS32命令セット互換、3ステージパイプライン、統合単精度浮動小数点コプロセッサ、オンチップRAM /フラッシュ/ EEPROM、24ビットADC、コンパレータ、電源管理およびその他のモジュール、タイマー、SPI、UART、I2C、CAN、その他のインターフェース。このチップは設計フローとアプリケーション検証を完了し、商品化されている。製造プロセスは、14mm * 14mm QFP100にパッケージ化された130nm EFlashプロセスを使用し、50mWを消費する。龙芯1Hは2017年4月にリリースされた。現在、龙芯1Hは長清油田で使用されている。

### 龙芯2号シリーズ
龙芯2号系列のオリジナルバージョンは、0.13ミクロンプロセステクノロジーに基づいていた。龙芯2号系列は、2B、2C、2D、2E、2F / 2F-1000、2G / 2GQ、2H、2I（2GP）、2K1000 / 2K2000モデルとして知られている。龙芯2プロセッサは64ビットプロセッサであり、初期のモデルは4ビットの順不同64ビットGS464シリーズプロセッサコアだったが、新しいプロセッサはGS464Eプロセッサコアにアップグレードされた。龙芯2Kプロセッサは、デュアル発行の順不同のGS264プロセッサコアを備えた64ビットデュアルコアプロセッサである。龙芯2GQは4コアプロセッサである。

#### 龙芯2A / 2B
龙芯2の設計は、2002年7月に4つの問題と順不同の設計、64ビットの設計、7〜10のパイプラインで始まった。龙芯2レジスタファイルは2つのオプションで設計されており、AスキームはTSカレントチップの商用レジスタファイルを使用し、BスキームはSMICで使用されるマイクロエレクトロニクスセンター設計のレジスタファイルを使用する。Aスキームで採用されている商用レジスタファイルの設計に欠陥があり、チップが故障する。Bソリューションの開発に成功し、2003年10月17日にオペレーティングシステムが正常に起動し、最大周波数は300MHz、消費電力は1W〜2Wである。同じメイン周波数で、龙芯2Bのパフォーマンスは、Pentium IIを超えている。Pentium IIは、Godson-1の3〜5倍である。毛泽东会長の誕生日110周年を記念して、龙芯2BはMZD110というコードネームを付けた。龙芯2のパフォーマンスは、以前に開発されたGodson-1の3倍であり、同じPentium IIのパフォーマンスを超えている。

#### 龙芯2C
龙芯2Cは、龙芯2Bの最適化バージョンである。上海SMICでは、SMICが0.18ミクロンのCMOSプロセスを使用して多くのテープアウトに成功し、2004年9月28日にフィルムのリリースに成功し、最終チップの定格は500MHzになった。龙芯2Cのパフォーマンスは、以前開発された龙芯2Bの3倍であり、同じ周波数で同じPentium IIIのパフォーマンスを達成している。邓小平の100歳の誕生日を記念するため、龙芯2CのコードネームはDXP-100である。

#### 龙芯2D
龙芯プロセッサの初期の開発履歴によると、基本的に1年に1つのプロセッサストリームがある。龙芯2Cは2004年にリリースされ、龙芯2Eは2006年にリリースされたため、龙芯2Dは2005年にリリースされた製品であると推測できる。中国科学アカデミーのマイクロエレクトロニクス研究所の研究者である黄令仪の回想で、彼女は龙芯2Dの物理設計に関与していると述べた。「龙芯的足迹」の記事「2006年のレビューと2007年の展望」で、胡伟武は「2005年に直面した厳しい状況が龙芯2Eに戦闘の悲劇的な色を与えた」と述べたため、龙芯2Dは単一の映画である可能性が高いと推測できる。失敗したモデル、または途中で放棄されたモデル。

#### 龙芯2E
龙芯2Eは2005年11月末に映画に配信され、2006年3月18日にリリースされた。

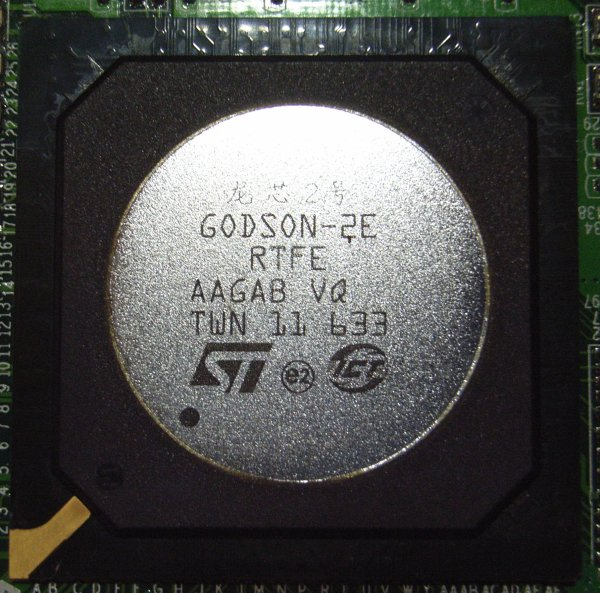
龙芯2Eプロセッサの正面写真

2006年9月13日、龙芯2EはCZ70と名付けられ、長い行進の70周年を記念して、科学技術省、そしてその後、科学技術大臣徐冠華によって承認された。龙芯2Eは、中国本土で最初に90ナノメートルの技術で設計されたプロセッサで、トランジスタ数は4,700万で、最大周波数は1 GHzに達する。龙芯2Eのチップサイズは6.8mm * 5.2mmで、Intel Pentium 4の1/4に過ぎない。龙芯2Eプロトタイプで測定されたSPEC CPU2000スコアは、固定小数点503ポイント、浮動小数点503ポイント、最高の倍精度浮動小数点演算速度は3.99GFlopsである。龙芯2Eのパフォーマンスは龙芯2Cの3倍であり、中〜低価格のIntel Pentium 4プロセッサーのレベルに達する。龙芯2Eの最適化された設計プロセスで、STMicroelectronicsは龙芯と協力した。龙芯2Eの成功に基づいて、STMicroelectronicsはライセンス料で3百万米ドルを超える龙芯2E / 2Fの生産および販売承認を購入し、中国のコンピューターコアテクノロジーの外部承認の先例を設定した。龙芯2EのNorthbridgeはFPGAを使用して実装されているため、コストが高く、プロセッサは大量生産されていない。

#### 龙芯2F / 2F1000
龙芯2Fは2007年7月31日に正常にリリースされた。龙芯2Fは、龙芯の最初の成功した商業プロセッサである。軍の創立80周年を記念して、龙芯2FコードネームはPLA80である。龙芯2Fには、800MHzでクロックされる5,100万個のトランジスタが含まれ、STMicroelectronicsの90ナノメートルプロセスを使用している。命令セットの64ビットMIPS IIIと完全に互換性がある。龙芯2Fプロセッサーを搭載した福坂ミニコンピューターと8089A / Dラップトップは、多くのファンに販売されている。これまでのところ、これらの2つの製品を保持している龙芯ファンの数はまだ多くある。

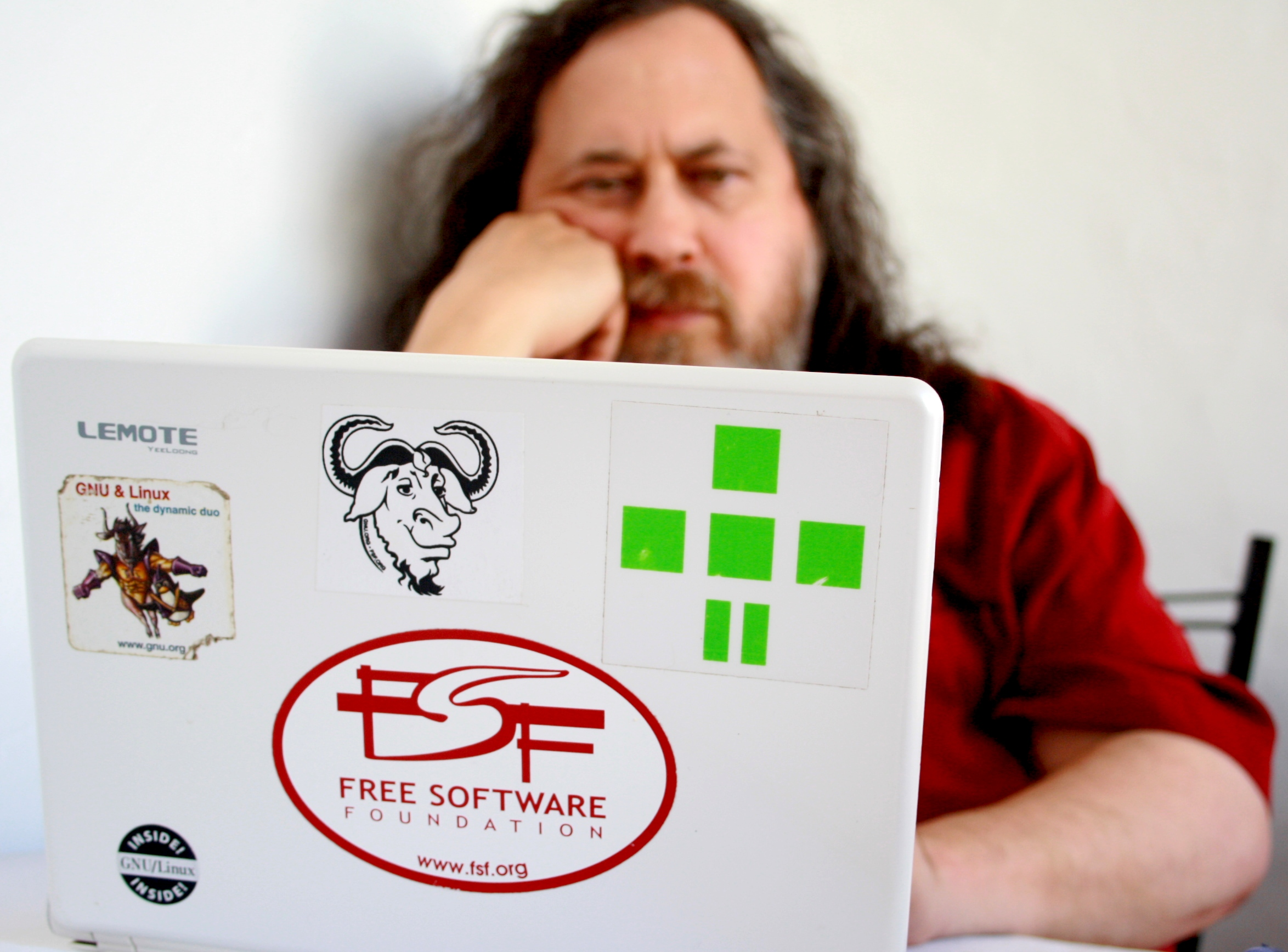
これは、Richard Stallman 龙芯2Fチップを搭載した江蘇省龙梦（Lemote）ノートブックコンピューターに属し、コンピューターはBIOSレベルで完全に無料のソフトウェアである。

2007年12月に、336の64ビット龙芯2Fプロセッサを搭載した中国初の国内兆高性能コンピューター KD-50-Iが正常に統合され、理論上のピークコンピューティング容量は1.008兆に達した。このプロジェクトは、中国科学技術大学の学者陳国良（コンピューターエキスパート）が主催した。コンピューターのコストは800,000 RMB未満に制御される。。

#### 龙芯2G / 2G + / 2GQ / 2G-2000
龙芯2Gは、「High Core Safety Computer CPU Development and Application」原子力高規模主要プロジェクトの支援を受けて開発された。2008年に設計されたが、龙芯の2Gおよび3Aプロジェクトの同時実装により、開発の進捗に影響を与える重複があった。2010年に正常に開発された。龙芯2Gは65ナノメートルプロセスを採用し、主周波数は1.0 GHz、トランジスタ数は1億、命令セットはMIPS64と互換性があり、X86バイナリ変換アクセラレーション命令が追加され、龙芯メディア拡張命令に加えて、64 KB命令と64 KBデータのL1キャッシュ、1 MBがある。L2キャッシュ、消費電力3W。このプロセッサでは、X86バイナリ変換テクノロジが使用され、MIPSプラットフォームでX86ダイナミックバイナリ変換を実装する方法が提案されている。龙芯2Gは、龙芯3A1000のシングルコアバージョンに相当する。龙芯2GQは、クアッドコアプロセッサである龙芯2Gの製品版である。龙芯2GQと龙芯3A1000の違いは、龙芯2GQは複数の相互接続をサポートしていないことである。龙芯2GPは後に龙芯2Iと改名された。

#### 龙芯2H
龙芯2Hは、龙芯2Gプロセッサおよび龙芯1A（2F Southbridge）の後継であり、セキュリティで保護されたコンピューター用のシングルチップソリューションを提供することを目的としている。龙芯2Hは、周波数が1 GHz以上の65 nmプロセスで実装されている。主にネットワーク機器に使用される。MIPS64命令セットと互換性があり、X86バイナリ変換命令セットをサポートする。64KBの命令L1cacheと64KBのデータL1cache、512KBのL2cacheがある。統合されたGS232Vメディア処理IP。
龙芯2Hの最初のアプリケーションはネットブックだったが、ネットブック市場が消滅したため、この分野には適用されなかった。龙芯2Hは、主に産業用制御の分野、およびファイアウォールを含むネットワークセキュリティの分野で使用される。龙芯2Hは2012年にリリースされ、サンプルは2013年にリリースされ、製品は2014年にリリースされた。龙芯2Hのフローは、龙芯が複雑なSOCの設計能力を習得したことを示している。龙芯2Hの特徴は、多くの機能を統合した大規模で包括的な機能であり、チップ設計は複雑だが、特定のアプリケーション向けに最適化されていない。龙芯2Hは、スタンドアロンSOCまたはHTインターフェイスのサウスブリッジチップとして使用できる。

#### 龙芯2I
龙芯アシニアメンテナー「Flygoat」の分析によれば、龙芯2Iは龙芯2GP0800Dの別のコード名である。

#### 龙芯2K1000
龙芯2K1000は、デュアル送信64ビットGS264マイクロ構造、40 nmプロセス、1 GHzでクロックされる商用グレードチップ、および800 MHzでクロックされる産業グレードチップを使用するデュアルコアプロセッサである。

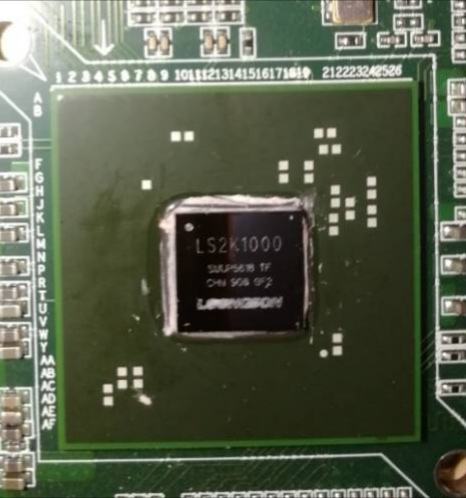
龙芯2K1000プロセッサの正面写真

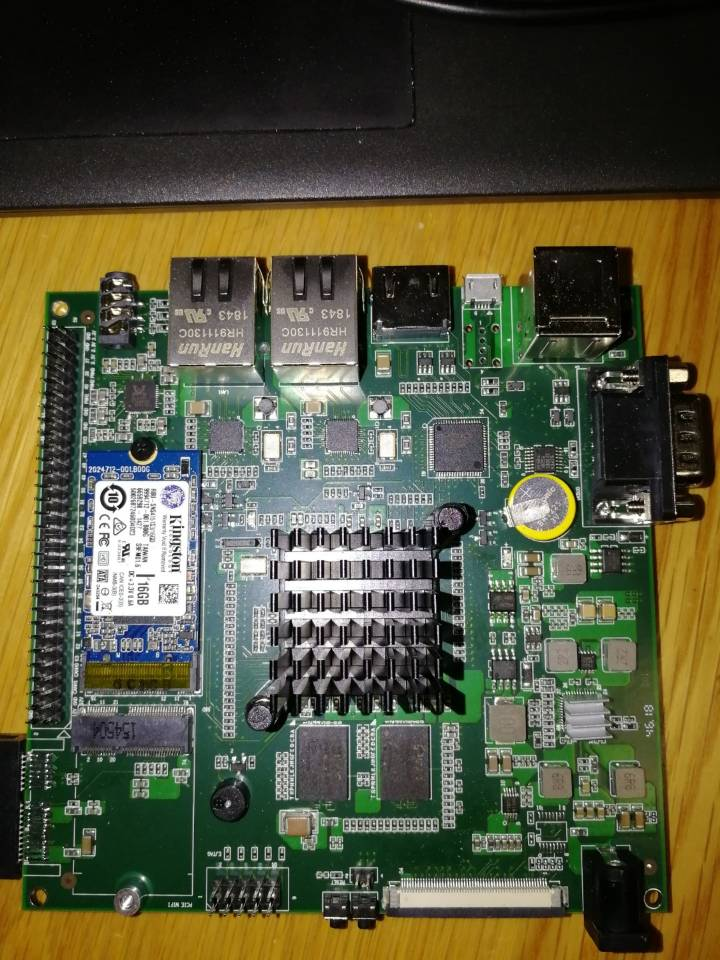
龙芯Pi二代目ホームの正面写真

龙芯2K1000プロセッサは龙芯2Hのアップグレードチップであり、その計算性能とIO帯域幅は龙芯2Hよりも大幅に高くなっている。龙芯2K1000は、タブレットと産業用制御分野の両方でのネットワーク通信アプリケーション向けに設計されている。
統合された64ビットDDR3コントローラー、2つのGMACコントローラー、2つのX4PCIEコントローラーは、6 X1モードで構成できる。統合共有1MBセカンダリキャッシュ、統合GPU、ディスプレイコントローラー、デュアルDVIディスプレイのサポート。統合64ビット533MHz DDR2 / 3コントローラー、1 SATA2.0インターフェイス、4 USB2.0インターフェイス、2 RGMIIギガビットネットワークインターフェイス、統合HDA / AC97 / I2Sインターフェイス、統合RTC / HPETモジュール。最大4つのUARTコントローラー、1つのNANDコントローラー、2つのCANコントローラー、および1つのSDIOコントローラーを統合する。

#### 龙芯2K2000
龙芯2K2000は、計画中の龙芯2K1000のアップグレード版であり、2 GHzの周波数で28ナノメートルプロセスで生産される予定である。

### 龙芯3号シリーズ
龙芯3プロセッサは、4送信64ビットマルチコアプロセッサである。現在、龙芯3B1500プロセッサは8コアであることに加えて、他の龙芯3プロセッサは4コアである。龙芯3C5000プロセッサは、プロセッサコアを16に増やする。
龙芯3プロセッサの微細構造は、GS464、GS464E、GS464V、およびGS464EV（GS464v）に分かれている。

#### 龙芯3A1000
龙芯3A1000は、STMicroelectronicsの65nmプロセスフローを使用して2008年末に納品された。2009年5月20日、龙芯3A1000ウェーハ生産は組立ラインから外れた。9月28日、サンプルが戻って、800MHz-1GHzのクロックでオペレーティングシステムを正常に起動した。龙芯3A1000は2010年5月中旬に最初に改訂およびリリースされた。10月末の最初の改訂は成功した。3A1000の2番目のリビジョンは2012年2月下旬にリリースされ、2012年8月中旬に正常にリリースされた。龙芯3A1000は、4つの4つのアウトオブオーダー実行GS464コア、9ステージパイプライン、64KBプライマリデータキャッシュおよび64KBファーストレベル命令キャッシュ、4MB共有セカンダリキャッシュ、最大周波数1GHz、消費電力15w（ダイナミックドロップをサポート）を統合する周波数）、チップ面積は174mm2、トランジスタ数は4億2500万である。各CPUコアには2つの浮動小数点乗算および加算パーツが含まれ、倍精度浮動小数点パフォーマンスピークは16GFlopsである。龙芯3A1000プロセッサには、x86バイナリ変換アクセラレーション命令が実装されている。3A100は、HT1.0 * 2、PCIコントローラー、LPC、SPI、UART、GPIOを統合している。1121ピンと40mm x 40mm FCBGAパッケージを備えた統合72ビットDDR2 / 3コントローラー。

#### 龙芯3B1000
2010年11月の終わりに、3B1000チップの最初のバッチがリリースされ、2011年2月上旬にリリースされ、7月上旬に返却された。龙芯3B1000は2度目の再設計を行い、2011年12月上旬にリリースされ、2012年4月末に返却された。
龙芯3B1000は、高性能マルチコアCPU R＆Dおよび原子力ハイベースプロジェクトのアプリケーションでサポートされている。STMicroelectronicsの65ナノメートルプロセスで設計されており、周波数は1 GHz、消費電力は25 Wである。8つの64ビット4発行の順不同の龙芯ベクトル実装を統合している。プロセッサコアGS464V、4MBセカンダリキャッシュ、各コアには2つの256ビットベクターコンポーネントが含まれ、ピーク浮動小数点パフォーマンスは128GFLOPSである。
龙芯3B1000の最大の特徴は、GS464コアの浮動小数点コンポーネントと浮動小数点レジスタファイルを2つの256ビットベクトル処理コンポーネントと128x256ビットベクトルレジスタファイルで置き換える龙芯ベクトルプロセッサコアの設計である。1 GHzでの龙芯3Bのピーク倍精度浮動小数点計算機能は、128 GFlopsに達する。龙芯3Bプロセッサには、300を超える専用のベクトル処理命令が実装されている。
龙芯3Bチップの面積は300mm2で、トランジスタの数は6億個近くである。

#### 龙芯3B1500
龙芯3B1500は、2012年1月中旬に設計および出荷された。サンプルは2012年8月末に採取された。その後、プロセスは32nmから28nmに移行し、2013年4月末にリリースされた。10月末にサンプルが受け取られたが、フィルムは成功しなかった。その後、32nmプロセスに復元され、何らかの方法でフィルムのコストが補償された。そのため、再度改訂され、2015年1月末にリリースされた。サンプルは2015年6月下旬に受領された。

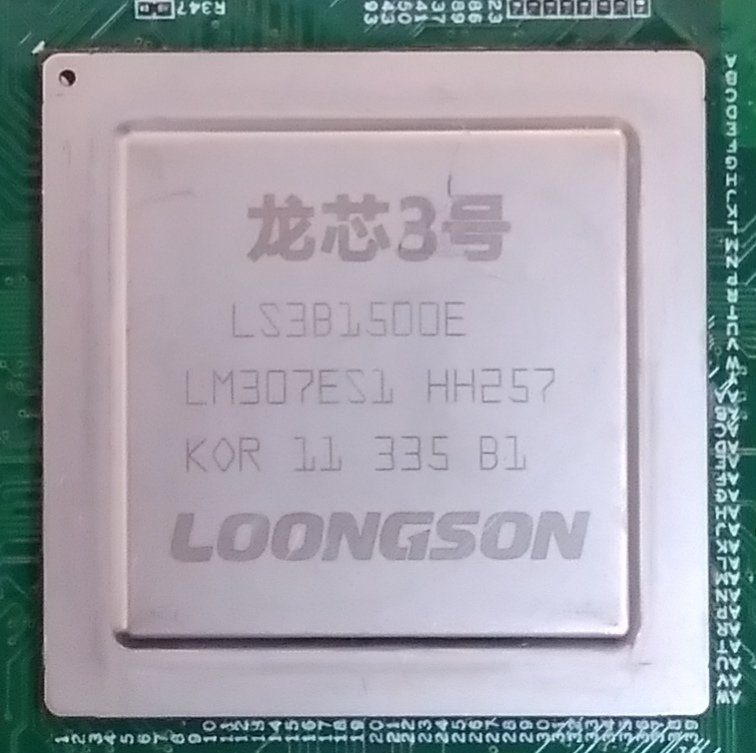
龙芯3B1500Eプロセッサの正面写真

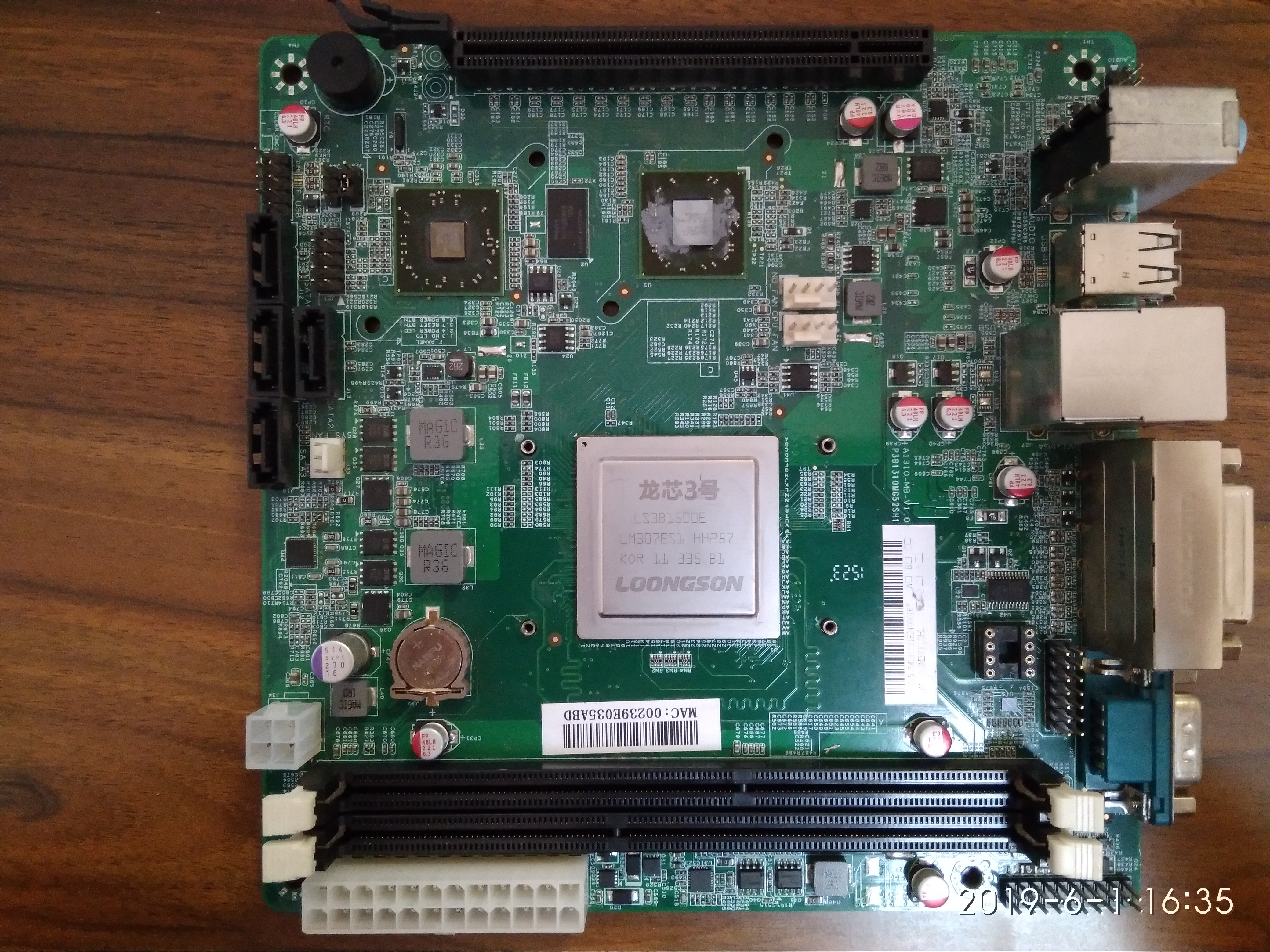
龙梦A1310マザーボード（統合された龙芯3B1500Eプロセッサ）

龙芯は当初16コアの龙芯3Cプロセッサーの発売を計画していたが、戦略的な調整により、当初の龙芯3Cはキャンセルされ、8コアの龙芯3B1500は縮小された。龙芯3B1500は、8つの4号アウトオブオーダー64ビットGS464Vプロセッサコア、9ステージパイプラインを統合し、各プロセッサコアは64KBのプライベート第一レベル命令キャッシュと64KBのプライベートプライマリデータキャッシュ、128KBプライベートセカンダリキャッシュを備えている8MB 3レベル共有キャッシュ、SMICの32nmプロセスを使用、チップ面積180mm2、トランジスタ数11億、1.5GHzでクロック、フリップチップボールグリッドアレイ（フリップチップBGA）パッケージ、チップピン数1121、パッケージサイズ40mm×40mm。シングルチップの倍精度浮動小数点演算能力は192GFlopsに達する。消費電力は30w（標準）/ 60w（ベクター）である。
インターフェイスには、HT2.0 * 2、PCI、LPC、SPI、UART、GPIO、72ビットDDR2 / 3コントローラーがある。

#### 龙芯3A2000 / 3B2000
龙芯3A2000は2014年11月上旬に映画に配信され、2015年4月10日にブラインド映画が取得された。2015年8月18日、龙芯は記者会見を開き、新製品を正式にリリースした。2015年9月と2016年3月に、それぞれ1回目の改訂設計と2回目の改訂設計が実施された。
龙芯3A2000プロセッサは、64ビットGS464Eプロセッサコアの4つの問題の順不同の実装を4つ統合し、GS464Eマイクロアーキテクチャを使用する最初のプロセッサである。SMICの40nm CMOSプロセスで製造され、周波数は800〜1000MHz、SPEC CPU2006スコアは1GHzで6.9である。パッケージタイプFCBGA、1121ピン、パッケージサイズ40mm×40mm。
GS464Eプロセッサコアは、統合された64KBレベル1命令キャッシュ、64KBレベル1データキャッシュ、256KBレベル2キャッシュ、および4MBレベル3キャッシュを備えたGS464の改良バージョンである。特に、GS464Eプロセッサコアのストリームパフォーマンスは大幅に改善され、シングルコアSTREAMのパフォーマンスは6.3GB / sであり、これは龙芯3A1000の20倍である。パイプラインは、GS464の第9レベルから第12レベルにアップグレードされた。16GFlopsのピーク浮動小数点パフォーマンス。
インターフェースでは、龙芯3A200は2つのHT3.0インターフェース、PCIコントローラー、LPC、SPI、UART、GPIO、72ビットDDR2 / 3-1333×2コントローラーを統合する。

#### 龙芯3A1500-I
龙芯3A1500-Iは、龙芯3A2000の陶器で密封されたバージョンで、工業用グレードのチップで、SMICの40nm LLテクノロジーを使用して、700〜1000MHzの周波数でストリーミングする。推奨周波数は800MHzである。

#### 龙芯3A3000 / 3B3000
龙芯3A3000は2016年2月中旬に納品され、6月中旬に盲目的に封印された。2016年10月17日、龙芯3A3000は量産に入ることができる。
2017年4月26日、龙芯は記者会見を開き、龙芯3A3000プロセッサを正式にリリースした。
龙芯3A3000 / 3B3000は1.2Hz〜1.5GHzでクロックされ、4コアプロセッサであり、4つの問題のアウトオブオーダー64ビットスーパースカラープロセッサコア（GS464E）を4つ使用し、MIPS64命令セットをサポートし、Loongex®拡張命令セットLoongISA®をサポートする1.0、12ステージのスーパースカラーパイプラインを使用、各コアには2つの固定小数点ユニット、2つの浮動小数点ユニット、および2つのメモリアクセスユニットがある。各プロセッサコアには64KBプライベートレベル1命令キャッシュと64KBプライベートレベル1データキャッシュが含まれ、各プロセッサには256KBのプライベートL2キャッシュが含まれ、すべてのプロセッサコアは8MB L3キャッシュを共有する。

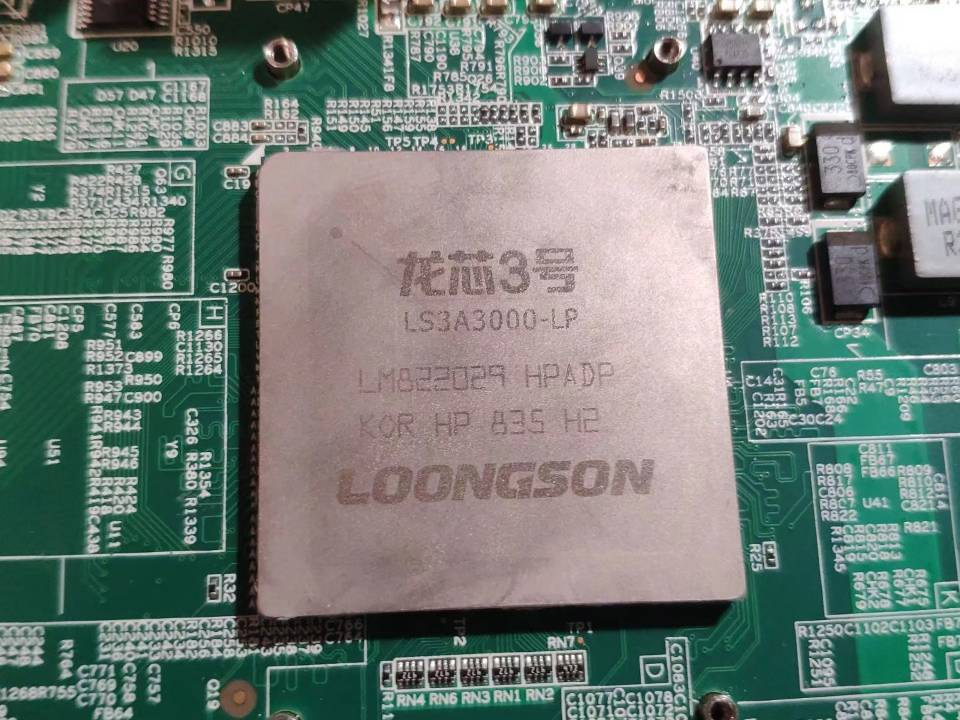
龙芯3A3000プロセッサの正面写真

龙芯3A2000と比較して、SMICの40nmからSTの28nm CMOSプロセスへのストリーマープロセスに加えて、プロセッサのL3キャッシュも4MBから8MBに増加した。ピーク浮動小数点パフォーマンス24GFlops。1121ピンの40mm * 40mm BGAパッケージでパッケージされ、標準消費電力は<40W@1.5GHzである。
統合インターフェースはHT3.0 * 2、PCIコントローラー、LPC、SPI、UART、GPIO、72ビットDDR2 / 3-1600 * 2であり、ECCをサポートしている。
龙芯3A3000の全体的なパフォーマンスは、Intel®Atom™J1900プロセッサーと同等である。
龙芯3A3000の成功後、龙芯テクノロジー株式会社胡伟武の社長はスピーチで「私たちのゴッドソン3号-龙芯の15周年」、「3A3000の一般的な処理性能は国際的な一般処理を超えた。パフォーマンスの最初のしきい値であるシングルコアSPEC CPU2006パフォーマンスは、サーバー向けのARMのハイエンドプロセッサ、Intelのローエンドシリーズ（Atomシリーズ）プロセッサとVIAプロセッサ、および3A3000のメモリ帯域幅と同等である。AMDおよびIntelのハイエンドシリーズ（コアシリーズ）と同レベルである。このパフォーマンスは、政党や官公庁に代表されるトランザクション処理アプリケーションに十分である。」

#### 龙芯3A4000 / 3B4000
龙芯の次世代高性能プロセッサは、龙芯の最新のGS464EV（GS464v）微細構造を使用している。龙芯3A4000は依然としてST FD-SOI 28nmプロセスを使用しているが、メイン周波数は2.0GHzに増加し、全体的なパフォーマンスは前世代の3A3000の2倍になった。
龙芯3A4000 / 3B4000は4つのGS464EVコアを統合し、MIPS®リリース5命令セットとLoongISA®2.0自律型命令セットをサポートする。龙芯3A4000のspec2006シングルコアベーススコアintおよびfpスコアは20ポイント、IPCは10ポイント/ GHzである。通常の消費電力は、1.6GHzで40W、1.8GHzで60W、2.0GHzで80Wで、動的周波数変調をサポートしている。龙芯3A4000 / 3B4000は、256ビットのベクトルアクセラレータと、128 GFlopsのシングルチップ浮動小数点パフォーマンスを統合している。
統合インターフェースはHT3.0 * 2、LPC、SPI、UART、GPIO、64ビットDDR4-2400MHz * 2であり、ECCをサポートし、安全で信頼できるデバイスをサポートする。

#### 龙芯3A5000 / 3C5000
龙芯の次世代高性能は、2019年末または2020年初頭にストリーミング配信される予定である。3A4000プロセッサのマイクロ構造GS464EVは14 / 12nmプロセスで使用され、メイン周波数は2.5GHzに増加する。3A5000は4コアプロセッサだが、3C5000は16コアプロセッサになる。

### 龙芯チップセットシリーズ

#### 龙芯7A1000
龙芯7A1000タイプブリッジは、龙芯3プロセッサの最初のチップセット製品であり、AMD RS780（E）+ SB710チップセットを置き換えて、龙芯プロセッサにNorth-South Bridge機能を提供することを目標としている。主な機能は次のとおりである。

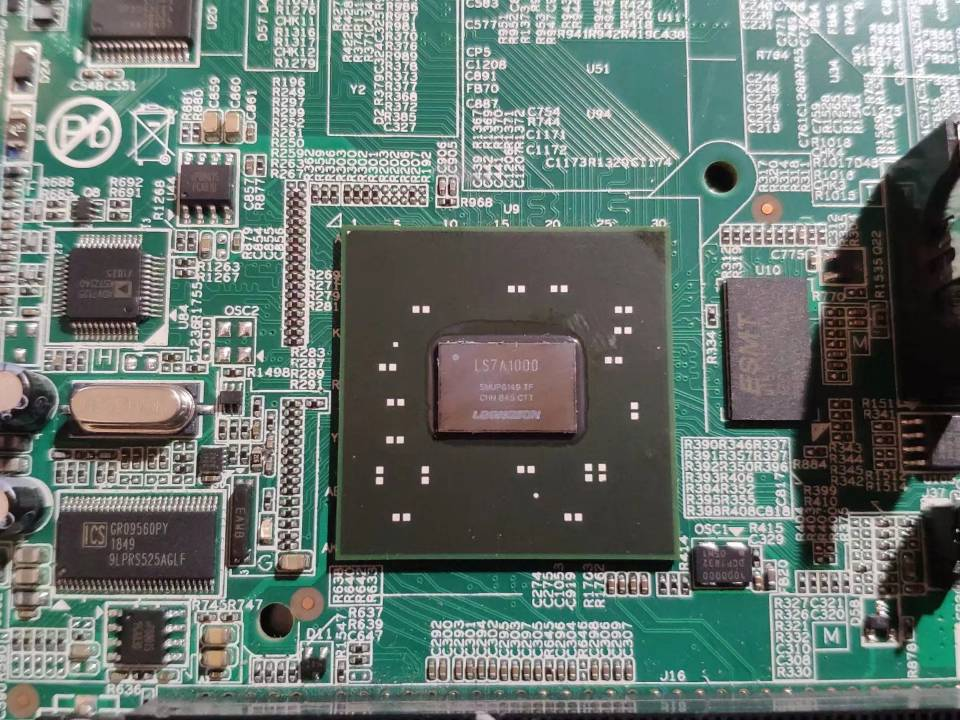
3A3000でマザーボードに統合された龙芯7A1000ブリッジの正面写真

統合16ビットHT3.0インターフェイス、コアGC1000 GPU、ディスプレイコントローラー、デュアルDVOディスプレイのサポート、16ビットDDR3メモリコントローラー、3つのX8PCIE2.0インターフェイス、各X8インターフェイスは2つの独立したインターフェイスに分割可能X4インターフェース。2つのX4PCIE2.0インターフェイスは、6つの独立したX1インターフェイスに分割できる。3 SATA2.0、6 USB 2.0、2 RGMIIギガビットイーサネットインターフェイス、HDA / AC97、RTC / HPETモジュール、1個のフル機能UARTコントローラー、6個のI2Cコントローラー、1個のLPCコントローラー、1個SPIコントローラー、複数のGPIOピン。
今後の龙芯3A4000はAMDのRS780チップセットを使用しなくなるが、ブリッジの選択でAMDの影響を受けないようにするために、龙芯7Aはブリッジとして使用される。

#### 龙芯7A2000
龙芯の次世代のサポートブリッジとして、龙芯7A2000は、龙芯7A1000のアップグレードバージョンである。7A1000と比較して、7A2000 PCIEコントローラーコードは龙芯によって作成され、PCIE Gen3である。STの28nm FD-SOIプロセスを使用したGPUは、自社開発のGPUである。

### LoongISA®
LoongISA®（LISA®）は、龙芯に登録された自律CPU命令セットだ（MIPS®命令セット形式のMIPS®命令セットから拡張されている）。現在、LISA®には2つのバージョンがあり、それぞれLISA®1.0とLISA®2.0である。LISA®は、龙芯の公式情報に基づいて取扱説明書を発行する。

### 龙芯は隠れたプロセッサーを発表しなかった
龙芯の第1、第2、および第3系列のプロセッサーに加えて、龙芯の開発中にいくつかの実験的プロセッサーが開発されており、大量生産はなく、スラグのないものもある。そのようなプロセッサがいくつか見つかった。

#### Godson-T
開発プロセスでは、龙芯プロセッサーはかつてスーパーコンピューターとして使用されていたが、Godson-Tという名前の64コアマルチコアプロセッサーの開発を望んでいる。Godson-Tは、コンピューティングアドバンストマイクロシステムズ研究グループによって開発され、RTL検証は2008年に実施された。RTLコードは2008年12月に作成された。2010年5月、GodSon-Tのプロトタイプチップである16コアのGodSon-TIは、130ナノメートルプロセスで出荷された。2010年10月17日、試運転は成功した。
龙芯がR＆Dの焦点をプロセッサコアのパフォーマンスの向上に再び向けたため、Godson-Tプロセッサは廃止された。

#### Godson-X
龙芯の大量生産プロセッサはすべて、MIPS命令セットを使用している。ただし、x86命令セットは主流のデスクトッププロセッサ市場で使用されているため、龙芯は知的財産および特許にx86命令セットを使用できない。既存のエコシステムとの互換性を実現するために、龙芯3Aシリーズはx86用のバイナリ変換命令とarm命令を実装している。開発プロセス中に、龙芯はx86命令セットを使用してプロセッサプロトタイプGodson-Xを開発した。
このプロジェクトは2005年7月に始まった。Godson-Xプロセッサの元の設計は、x86命令と互換性のあるFPGAプロトタイププロセッサであり、FPGAプロトタイププロセッサでWindows XPを起動できる。そこで、最初のステップであるコンピューティングアドバンストマイクロシステムズ研究グループ、マイクロアーキテクチャーのGodson-Xを慎重に設計した。Godson-Xは、龙芯2設計に基づく4送信スーパースカラーX86プロセッサである。x86と互換性があり、Intel MMX命令、SSE命令セット、x87浮動小数点命令をサポートしている。サイクルレベルのシミュレーションプログラムによる2番目のステップでは、プロセッサの各ビートの状態をシミュレートする。その後、コンピューティングアドバンストマイクロシステムズ研究グループはシミュレーターを使用してWindows XPを起動しようとした。最後に、コンピューティングアドバンストマイクロシステムズ研究グループのRTL調整とFPGAシミュレーションの完了時間は2006年7月だった。プロセッサはFPGAプロトタイプであり、ストリーミングされたことはあらない。

#### 龙梦一号
中科龙梦（現在は航天龙梦と改名）は、龙芯の初期IPコアを使用して、Fiscalcontrollerレジスタ用の龙梦一号SOCを開発した。税制のSoC専用チップは、MCUとして「龙芯一号」プロセッサコアを使用し、オンチップバスとしてAHB（Advanced High Performance Bus）+ APB（Advanced Peripheral Bus）を使用する。

#### GS32I-400 SOC
GS32Iは龙芯2に従って設計されたSOCチップで、周波数は400MHz、統合16Kデータバッファと16K命令キャッシュ、パッケージサイズ19mmx19mm、424ピンBGAパッケージである。内部インターフェイスには、統合PCIコントローラー、2つの100Mネットワークコントローラー、USB、AC97コントローラー、PCMCIAコントローラー、SDRAMコントローラー、EPROMコントローラーがある。

## プロセッサ仕様
| シリーズ | モデル   | 周波数 （MHz） | アーキテクチャ                  | マイクロアーキテクチャ | 年   | コアの数 | プロセス （nm） | トランジスタ （百万） | チップサイズ （mm2） | 力 （W）                        | 電圧 （V） | キャッシュ （KiB）           | キャッシュ （KiB）           | キャッシュ （KiB） | キャッシュ （KiB） | ピーク浮動小数点パフォーマンス （GFLOPS） | 性能 [ SPEC CPU2000]                                           | 備考          |
| シリーズ | モデル   | 周波数 （MHz） | アーキテクチャ                  | マイクロアーキテクチャ | 年   | コアの数 | プロセス （nm） | トランジスタ （百万） | チップサイズ （mm2） | 力 （W）                        | 電圧 （V） | 最初のレベル（シングルコア） | 最初のレベル（シングルコア） | 第二レベル         | 第三レベル         | ピーク浮動小数点パフォーマンス （GFLOPS） | 性能 [ SPEC CPU2000]                                           | 備考          |
| シリーズ | モデル   | 周波数 （MHz） | アーキテクチャ                  | マイクロアーキテクチャ | 年   | コアの数 | プロセス （nm） | トランジスタ （百万） | チップサイズ （mm2） | 力 （W）                        | 電圧 （V） | データ                       | 指令                         | 第二レベル         | 第三レベル         | ピーク浮動小数点パフォーマンス （GFLOPS） | 性能 [ SPEC CPU2000]                                           | 備考          |
| -------- | -------- | -------------- | ------------------------------- | ---------------------- | ---- | -------- | --------------- | --------------------- | -------------------- | ------------------------------- | ---------- | ---------------------------- | ---------------------------- | ------------------ | ------------------ | ----------------------------------------- | -------------------------------------------------------------- | ------------- |
| Godson   | 1        | 266            | MIPS-II 32-bit                  | N/A                    | 2001 | 1        | 180             | 22                    | 71.4                 | 1.0                             | 不明       | 8                            | 8                            | N/A                | N/A                | 0.6                                       | 19/25                                                          | [ 11 ]        |
| Godson   | FCR_SOC  | 266            | MIPS-II 32-bit                  | N/A                    | 2007 | 1        | 180             | 不明                  | 不明                 | 不明                            | 不明       | 8                            | 8                            | N/A                | N/A                | 0.6                                       | 不明                                                           | [ 12 ] [ 13 ] |
| Godson   | 2B       | 250            | MIPS-III 64-bit                 | N/A                    | 2003 | 1        | 180             | 不明                  | 不明                 | 不明                            | 不明       | 32                           | 32                           | N/A                | N/A                | 不明                                      | 52/58                                                          |               |
| Godson   | 2C       | 450            | MIPS-III 64-bit                 | N/A                    | 2004 | 1        | 180             | 13.5                  | 41.5                 | 不明                            | 不明       | 64                           | 64                           | N/A                | N/A                | 不明                                      | 159/114                                                        |               |
| Godson   | 2E       | 1000           | MIPS-III 64-bit                 | GS464 (r1)(原型)       | 2006 | 1        | 90              | 47                    | 36                   | 7                               | 1.2        | 64                           | 64                           | 512                | N/A                | 不明                                      | 503/503                                                        |               |
| 龍芯1    | 1A       | 300            | MIPS32                          | GS232                  | 2010 | 1        | 130             | 22                    | 71.4                 | 1.0                             | 不明       | 16                           | 16                           | N/A                | N/A                | 0.6                                       | 不明                                                           | [ 14 ]        |
| 龍芯1    | 1B       | 266            | MIPS32                          | GS232                  | 2010 | 1        | 130             | 13.3                  | 28                   | 0.6                             | 不明       | 8                            | 8                            | N/A                | N/A                | 不明                                      | 不明                                                           | [ 15 ]        |
| 龍芯1    | 1C       | 300            | MIPS32                          | GS232                  | 2013 | 1        | 130             | 11.1                  | 28.3                 | 0.5                             | 不明       | 16                           | 16                           | N/A                | N/A                | 不明                                      | 不明                                                           | [ 16 ]        |
| 龍芯1    | 1C101    | 8              | MIPS32                          | GS132R                 | 2018 | 1        | 130             | 不明                  | 不明                 | 不明                            | 不明       | N/A                          | N/A                          | N/A                | N/A                | 不明                                      | 不明                                                           | [ 17 ]        |
| 龍芯1    | 1D       | 8              | MIPS32                          | GS132                  | 2014 | 1        | 130             | 1                     | 6                    | 3 × 10−5                        | 不明       | N/A                          | N/A                          | N/A                | N/A                | 不明                                      | 不明                                                           | [ 18 ]        |
| 龍芯2    | 2F       | 1200           | MIPS-III 64-bit                 | GS464 (r1)             | 2007 | 1        | 90              | 51                    | 43                   | 5                               | 1.2        | 64                           | 64                           | 512                | N/A                | 3.2                                       | 不明                                                           | [ 19 ]        |
| 龍芯2    | 2G       | 1000           | MIPS64                          | GS464 (r2)             | 2012 | 1        | 65              | 不明                  | 不明                 | 不明                            | 1.15       | 64                           | 64                           | 4096               | N/A                | 不明                                      | 不明                                                           | [ 20 ]        |
| 龍芯2    | 2GP      | 800            | MIPS64                          | GS464 (r2)             | 2013 | 1        | 65              | 82                    | 65.7                 | 8                               | 1.15       | 64                           | 64                           | 1024               | N/A                | 3.2                                       | 不明                                                           |               |
| 龍芯2    | 2I       | 800            | MIPS64                          | GS464 (r2)             | 2013 | 1        | 65              | 82                    | 65.7                 | 8                               | 1.15       | 64                           | 64                           | 1024               | N/A                | 3.2                                       | 不明                                                           |               |
| 龍芯2    | 2H       | 1000           | MIPS64                          | GS464 (r2)             | 2012 | 1        | 65              | 152                   | 117                  | 5                               | 1.15       | 64                           | 64                           | 512                | N/A                | 4                                         | 不明                                                           |               |
| 龍芯2    | 2K1000   | 1000           | MIPS®64 Release 2 LoongISA® 1.0 | GS264E                 | 2017 | 2        | 40              | 1900                  | 79                   | 5                               | 1.1        | 32                           | 32                           | 256 × 2            | 1024               | 8                                         | 不明                                                           | [ 21 ]        |
| 龍芯3    | 3A1000   | 1000           | MIPS®64 Release 2 LoongISA®1.0  | GS464 (r2)             | 2009 | 4        | 65              | 425                   | 174.5                | 10                              | 1.15       | 64                           | 64                           | 256 × 4            | N/A                | 16                                        | 568/788, シングルコア 2.4/2.3 (SPEC CPU2006)                   | [ 22 ]        |
| 龍芯3    | 3B1000   | 1000           | MIPS®64 Release2 LoongISA®1.0   | GS464 (r2)             | 2010 | 4+4      | 65              | ＞ 600                | 不明                 | 20                              | 1.15       | 64                           | 64                           | 128 × 8            | N/A                | 不明                                      | 不明                                                           | [ 23 ]        |
| 龍芯3    | 3B1500   | 1200–1500      | MIPS®64 Release 2 LoongISA®1.0  | GS464V                 | 2012 | 4+4      | 32              | 1140                  | 142.5                | 30(典型的な) 60(ベクトル)       | 1.15–1.35  | 64                           | 64                           | 128 × 8            | 8192               | 150                                       | 不明                                                           | [ 24 ] [ 25 ] |
| 龍芯3    | 3A1500-I | 800–1000       | MIPS®64 Release2 LoongISA®1.0   | GS464E                 | 2015 | 4        | 40              | 621                   | 202.3                | 15                              | 1.15–1.25  | 64                           | 64                           | 256 × 4            | 4096               | 16                                        | シングルコア 6~7(SPEC CPU2006)                                 | [ 26 ]        |
| 龍芯3    | 3A2000   | 800–1000       | MIPS®64 Release2 LoongISA®1.0   | GS464E                 | 2015 | 4        | 40              | 621                   | 202.3                | 15                              | 1.15–1.25  | 64                           | 64                           | 256 × 4            | 4096               | 16                                        | シングルコア 6~7(SPEC CPU2006)                                 | [ 26 ]        |
| 龍芯3    | 3B2000   | 800–1000       | MIPS®64 Release2 LoongISA®1.0   | GS464E                 | 2015 | 4        | 40              | 621                   | 202.3                | 15                              | 1.15–1.25  | 64                           | 64                           | 256 × 4            | 4096               | 16                                        | シングルコア 6~7(SPEC CPU2006)                                 | [ 26 ]        |
| 龍芯3    | 3A3000   | 1500           | MIPS®64 Release 2 LoongISA®1.0  | GS464E                 | 2016 | 4        | 28              | ＞ 1200               | 155.78               | 30                              | 1.15–1.25  | 64                           | 64                           | 256 × 4            | 8192               | 24                                        | 1100/1700, シングルコア 11/10 & マルチコア 36/33(SPEC CPU2006) | [ 27 ] [ 28 ] |
| 龍芯3    | 3B3000   | 1500           | MIPS®64 Release 2 LoongISA®1.0  | GS464E                 | 2016 | 4        | 28              | ＞ 1200               | 155.78               | 30                              | 1.15–1.25  | 64                           | 64                           | 256 × 4            | 8192               | 24                                        | 1100/1700, シングルコア 11/10 & マルチコア 36/33(SPEC CPU2006) | [ 27 ] [ 28 ] |
| 龍芯3    | 3A4000   | 1800-2000      | MIPS®64 Release 5 LoongISA®2.0  | GS464EV(GS464v)        | 2019 | 4        | 28              | ?                     | ?                    | 40 @ 1.6GHz 60@1.8GHZ 80@2.0GHz | 0.95-1.25  | 64                           | 64                           | 256 x 4            | 8192               | 128                                       | シングルコア >20/>20 (SPEC CPU2006)(@2.0GHz)                   |               |
| 龍芯3    | 3B4000   | 1800-2000      | MIPS®64 Release 5 LoongISA®2.0  | GS464EV(GS464v)        | 2019 | 4        | 28              | ?                     | ?                    | 40 @ 1.6GHz 60@1.8GHZ 80@2.0GHz | 0.95-1.25  | 64                           | 64                           | 256 x 4            | 8192               | 128                                       | シングルコア >20/>20 (SPEC CPU2006)(@2.0GHz)                   |               |

## 注記
1. ↑  “龙芯处理器英文品牌定名Loongson(组图)_业界_科技时代_新浪网”. tech.sina.com.cn. 2006年11月20日閲覧。
2. ↑  龙芯故事 - 关于那些不明真相的群众对龙芯的疑惑，龙芯有关MIPS指令集使用説明。
3. ↑  兪錚，中科院超龙计划立项 龙芯三号造超级计算机，新華网
4. ↑  “基于龙芯平台的Windows CE的移植与优化--《中国石油大学》2009年硕士论文”. cdmd.cnki.com.cn. 2018年7月2日閲覧。
5. ↑  李斌，苗苗，中国研发出新一代通用芯片——龙芯2E Archived 2016-09-19 at the Wayback Machine.，新華网
6. ↑  意法半导体3000万购买龙芯2E生产销售权 Archived 2007-01-05 at the Wayback Machine.，駆動之家
7. ↑  維游 (2008年1月1日). “首款龙芯万亿次高性能计算机系统研制成功”. 龙訊. 2008年1月19日時点のオリジナルよりアーカイブ。2008年1月16日閲覧。
8. ↑  “KD-50-I 主頁”. 2008年10月29日時点のオリジナルよりアーカイブ。2008年11月13日閲覧。
9. ↑  “[两万字特稿致龙芯15周年 胡伟武披露龙芯3号开发历程]”. cnBeta. 2017年1月12日閲覧。
10. ↑  龙芯3A4000 与 龙芯3A3000 的性能比対及宇航芯片介紹，論文介紹節選。
11. ↑  HU Wei-Wu (2003). TANG Zhi-Min. “Architecture of the Godson-1 Processor”. Chinese Journal of Computers (4).
12. ↑  陳杰 (2007). 章軍. “一种集成“龙芯1号”IP核的SoC的体系结构”. 計算机工程与応用 (19).
13. ↑  “成功研制以龙芯为内核的税控SOC芯片 苏州中科集成电路设计中心”. www.szicc.com.cn. 2019年5月8日閲覧。
14. ↑  “龙芯1A_龙芯官方网站-[龙芯官方网站]”. loongson.cn. 2019年5月8日閲覧。
15. ↑  “龙芯1B_龙芯官方网站-[龙芯官方网站]”. loongson.cn. 2019年5月8日閲覧。
16. ↑  “龙芯1C_龙芯官方网站-[龙芯官方网站]”. loongson.cn. 2019年5月8日閲覧。
17. ↑  “龙芯1C101_龙芯官方网站-[龙芯官方网站]”. loongson.cn. 2019年5月8日閲覧。
18. ↑  “龙芯1D_龙芯官方网站-[龙芯官方网站]”. www.loongson.cn. 2019年5月8日閲覧。
19. ↑  “龙芯2F_龙芯官方网站-[龙芯官方网站]”. www.loongson.cn. 2019年5月8日閲覧。
20. ↑  “龙芯2G用户手册”. 2012年3月18日閲覧。
21. ↑  “龙芯2K1000_龙芯官方网站-[龙芯官方网站]”. www.loongson.cn. 2019年5月8日閲覧。
22. ↑  “龙芯3A1000_龙芯官方网站-[龙芯官方网站]”. www.loongson.cn. 2019年5月8日閲覧。
23. ↑  “龙芯3B1000用户手册”. 2011年6月10日閲覧。
24. ↑  “龙芯3B1500”. 2012年5月14日閲覧。
25. ↑  “Bonito 3c780e Start.S (1.5Ghz@1.35v)”. 2012年5月14日閲覧。
26. ↑  “龙芯3A2000/3B2000”. 2014年4月13日閲覧。
27. ↑  “龙芯3A3000处理器芯片流片成功”. 2016年4月18日閲覧。
28. ↑  “龙芯3A3000/3B3000”. 2016年9月20日閲覧。

### 評価報告書
- 太平洋電腦網－国产CPU性能揭密！PC-online首测2007龙梦盒子
- 央視-昔日“龙芯”今何在(2015)
- 央視-昔日“龙芯”今何在(2017)
- 龙芯3A3000桌上型首賣測試.2017-09-25
- 龙芯推出新一代处理器，离Intel、AMD还有多大差距？
- 龙芯故事 - 史上最全龙芯处理器家谱
- 龙芯故事 - 这可能是最全面的龙芯3A3000处理器评测
- 龙芯故事 - 搭载3A3000四核处理器，龙芯15寸笔记本开箱